# Sarabande (rose)
'Sarabande' est un cultivar de rosier obtenu en 1957 par le rosiériste français Francis Meilland. Il est issu de 'Cocorico' (Meilland, 1951) x 'Moulin Rouge' (Meilland, 1952).

## Description
'Sarabande' se présente sous la forme d'un petit buisson de 50 cm de hauteur au feuillage semi-brillant. Ses fleurs moyennes sont semi-doubles (9-16 pétales) et d'un beau rouge orangé flamboyant, plus pâle au cœur, en coupes plutôt plates. Elles sont légèrement parfumées,.
Sa floraison est remontante.
Sa zone de rusticité est de 6b à 9b ; il s'agit donc d'une variété résistante aux hivers froids.
Cette variété est préférée pour le devant des massifs et en couvre-sol. Il existe une variété grimpante mutante et très vigoureuse, découverte en 1968 par Meilland qui s'élève de 2 à 4 mètres et fleurit abondamment.

## Récompenses
- Médaille d'or de la roseraie de Bagatelle, 1957
- Médaille d'or de Genève, 1957
- Médaille d'or de Rome, 1957
- Médaille d'or de Portland, 1958
- Rose d'or d'Orléans, 1959
- All-America Rose Selections, 1960